# Colletes turgiventris
Colletes turgiventris är en biart som beskrevs av Timberlake 1951. Colletes turgiventris ingår i släktet sidenbin, och familjen korttungebin. Inga underarter finns listade i Catalogue of Life.